# Торговцево (Московская область)
Торговцево — деревня в Дмитровском районе Московской области, в составе сельского поселения Якотское. Население — 21 чел. (2010). До 2006 года Торговцево входило в состав Якотского сельского округа.

## Расположение
Деревня расположена в северо-восточной части района, примерно в 7 км к северо-востоку от Дмитрова, на западном берегу залива Жестылёвского водохранилища (на реке Якоть), ранее — низовье долины реки Вожжа, высота центра над уровнем моря 167 м. Ближайшие населённые пункты — Посёлок совхоза «Будённовец» на юге, Жестылево на севере, на противоположном берегу водохранилища и Овсянниково на востоке.

## Население
| 2002 | 2006 | 2010 |
| ---- | ---- | ---- |
| 12   | ↘9   | ↗21  |